# Obnounce
Obnounce je slovenska metal skupina, ki je bila ustanovljena leta 1998. Njihova glasba temelji predvsem na melodičnem death / black metalu.

## Biografija
Obnounce so jeseni 1998 ustanovili Rastko Gracin (kitara), Matjaž Kovačič (bas kitara) in Kruno Karlovčec (bobni). Rastko in Matjaž sta pred tem igrala v skupinah Crastavci in Skepsa, Rastko pa tudi v Perpetuum Mobile. Glasba, ki so jo začeli igrati, je imela veliko različnih vplivov in idej, ki so jih združili v skupni želji po igranju agresivnega in melodičnega metala.
Pozimi istega leta so se zasedbi pridružili Dejan Ilješ (kitara), Robert Grnjak (klaviature) in Mitja Trop (vokal). Mitja je zaradi pomanjkanja časa skupino kmalu zapustil, novi vokalist v Obnounce pa je postal Dejan Razlag. Kasneje mesto vokalista prevzame Robert Grnjak, Dejan Razlag pa postane klaviaturist. V tem času so Obnounce začeli tudi koncertirati po klubih po vsej Sloveniji.
Leta 2000 iz Obnounce zaradi pomanjkanja časa odide Dejan Ilješ, kmalu za njim tudi bobnar Kruno. Obnounce so obmirovali do začetka 2001, ko so v svoje vrste dobili Darka Senčarja (bobni) in Dušana Markovića (kitara).
Zasedba takoj nadaljuje z resnim delom in trud je kmalu poplačan. Spomladi 2001 nastopajo širom po Sloveniji, avgusta pa posnamejo demo CD. Februarja 2002 Obnounce posnamejo skladbo Rage Of Disease, ki izide na kompilaciji Slovenian Metal Vol. 1. Nadaljujejo tudi s koncerti po Sloveniji in Avstriji, z bolj ali manj znanimi domačimi in tujimi zasedbami.
Leto 2004 je prineslo odmor od nastopanja, ki ga izkoristijo za delo v studiu. Rezultat snemanja je prvenec Remnants Of Humanity, ki izide marca 2005 pri založbi On Parole Productions. Album skozi osem skladb predstavlja dotedanje avtorsko delo zasedbe, slog pa lahko opredelimo kot melodični death / black metal z mnogimi vplivi, od gothic do thrash metala. V času izida prvenca Obnounce s skladbo Soul Reaper sodelujejo tudi na kompilaciji založbe On Parole Productions, nasloveljeni New Order Volume One. Album Remnants Of Humanity so Obnounce promovirali s koncerti po vsej Sloveniji, za zaključek pa so nastopili na festivalu Metal Camp 2005.
Na koncu leta 2005 so ponovno prekinili s koncertiranjem in vložili ves čas in svojo energijo v snemanje drugega studijskega albuma. Kitarist Dušan Marković nato v poletju 2006 zapusti skupino. Kmalu ga nadomesti Ciril Kocbek. Jeseni 2006 zaključijo s snemanjem novega materiala, rezultat pa je nov album Supreme Domination, ki je izšel februarja 2007. Album predstavlja deset avtorskih skladb modernega melodičnega death / black metala. Po izidu albuma je sledila turneja po vsej Sloveniji, med drugim so igrali tudi na festivalih Metal Camp 2007, Metal Kramp 2007 in Metal Mania 2008.
Poleti 2008 so izdali tudi video za skladbo Rise Of Greed iz albuma Supreme Domination.
Leta 2010 skupino zapustita bobnar Darko Senčar in kitarist Ciril Kocbek zaradi pomanjkanja časa. Kmalu ju nadomestita [[Simon Škrlec (BOBNAR)]] na bobnih in Igor Šimonka na kitari.
Skupina je leta 2011 izdala album Age of Darkness in nadaljevala s turnejo po Sloveniji. Konec leta 2011 je dolgoletni klaviaturist Dejan Razlag zapustil skupino, zamenjal pa ga je Filip Gregor. V letu 2012 je skupino zapustil tudi dolgoletni vokalist Robert Grnjak, namesto njega pa je prišel Rok Kodba. Leta 2013 so se odpravili na kratko evropsko turnejo, še pred turnejo pa je klaviaturist Filip Gregor skupino zapustil. Nadomestil ga je Zlatko Škrlec.
Skupina je ob 15-letnici v Mariboru odigrala poseben koncert, kjer so se na odru zbrali nekdanji člani Dejan Ilješ - kitara (1998 - 2000), Darko Senčar - bobni (2001 - 2010), Ciril Kocbek - kitara (2006 - 2010), Dejan Razlag - klaviature (2000 - 2011) in Robert Grnjak - vokal (1998 - 2012) ter odigrali štiri skladbe iz časov ustvarjanja skupine v letih 1998−2007, iz albumov Remnants of Humanity (2005) in Supreme Domination (2007). Konec leta 2013 je skupino zapustil vokalist Rok Kodba. Skupina od takrat ni več koncertirala.
Septembra 2016 so se zbrali člani, ki so skupino sestavljali pred desetimi leti in pričeli z vajami ter aktivnostmi za izdajo četrtega albuma. Marca 2017 se jim je pridružil nov vokalist Aleš Elbl, v začetku leta 2018 pa skupino zapusti Ciril Kocbek.
Skupina v letu 2018 nadaljuje kot pet članska zasedba ter intenzivno delajo na četrtem albumu in aktivnem koncertiranju.

## Zasedba

### Trenutna zasedba
- Aleš Elbl - Vokal
- Rastko Gracin - Kitara
- Matjaž Kovačič - Bas kitara
- Dejan Razlag - Klaviature
- Darko Senčar - Bobni

### Nekdanji člani
- Mitja Trop - Vokal (1998 - 2000)
- Dejan Ilješ - Kitara (1998 - 2000)
- Kruno Karlovčec - Bobni (1998 - 2000)
- Dušan Marković - Kitara (2001 - 2006)
- Darko Senčar - Bobni (2001 - 2010, 2016 - )
- Ciril Kocbek - Kitara (2006 - 2010, 2016 - 2018)
- Dejan Razlag - Klaviature (2000 - 2011, 2016 - )
- Robert Grnjak - Vokal (1998 - 2012)
- Filip Gregor - Klaviature (2012)
- Rok Kodba - Vokal (2013)
- Igor Šimonka - Kitara (2011 - 2013)
- Zlatko Škrlec - Klaviature (2013)
- Simon Škrlec (BOBNAR) - Bobni (2010 - 2013)

## Diskografija
- Remnants Of Humanity (2005)
- Supreme Domination (2007)
- Age Of Darkness (2011)